# Кърклийс (община)
Община Кърклийс (на английски: Borough of Kirklees) е една от петте административни единици в област (графство) Западен Йоркшър, регион Йоркшър и Хъмбър. Населението на общината към 2008 година е 403 900 жители разпределени в множество селища на площ от 408,60 квадратни километра. Главен град на общината е Хъдърсфийлд.

## География
Община Кърклийс е разположена в югозападната част на графството.
Градове на територията на общината:
| град        | на английски | население |
| ----------- | ------------ | --------- |
| Хъдърсфийлд | Huddersfield | 146 234   |
| Дюсбъри     | Dewsbury     | 54 341    |
| Батли       | Batley       | 49 448    |
| Кикбъртън   | Kirkburton   | 23 986    |
| Мърфийлд    | Mirfield     | 18 621    |
| Клекхийтън  | Cleckheaton  | 14 937    |
| Денби Дейл  | Denby Dale   | 14 982    |
| Хекмъндуайк | Heckmondwike | 11 291    |
| Мелтъм      | Meltham      | 8089      |

## Демография
Разпределение на жителите по религиозна принадлежност според преброяването от 2001 година:
- 1. Християни 261 128 (67,2%)
- 2. Без религия 54 445 (14%)
- 3. Мюсюлмани 39 312 (10,1%)
- 4. Запазена в тайна религия 28 394 (7,3%)
- 5. Сикхи 2726 (0,7%)
- 6. Хиндуисти 1222 (0,3%)
- 7. Други религии 772 (0,2%)
- 8. Будисти 397 (0,1%)
- 9. Евреи 171 (0,0%)